# Ravenswood (Queensland)
Ravenswood – miasto w Australii, w stanie Queensland.